# Макшур
Макшу́р (рос. Макшур) — присілок в Глазовському районі Удмуртії, Росія.

## Населення
Населення — 37 осіб (2010; 40 в 2002).
Національний склад станом на 2002 рік:
- удмурти — 100 %

## Урбаноніми[3]
- вулиці — Підгірна